# Давид ди Донателло 2003
48-я церемония вручения наград премии «Давид ди Донателло» состоялась 9 апреля 2002 года в концертном зале Парко-делла-Музика.

## Победители и номинанты

### Лучший фильм
- Окно напротив, режиссёр Ферзан Озпетек
- Помни обо мне, режиссёр Габриэле Муччино
- Таксидермист, режиссёр Маттео Гарроне
- Улыбка моей матери, режиссёр Марко Беллоккьо
- Дыхание, режиссёр Эмануэле Криалезе

### Лучшая режиссура
- Пупи Авати — Сердце не с тобой
- Габриэле Муччино — Помни обо мне
- Марко Беллоккьо — Улыбка моей матери
- Маттео Гарроне — Таксидермист
- Ферзан Озпетек — Окно напротив

### Лучший дебют в режиссуре
- Даниэль Викари — Максимальная скорость
- Франческо Фаласки — Эмма – это я
- Michele Mellara и Алессандро Росси — Fortezza Bastiani
- Марко Пуччони — Что ищет он
- Спиро Скимоне и Francesco Sframeli — Два друга

### Лучший сценарий
- Маттео Гарроне, Массимо Гаудиозо и Уго Кити — Таксидермист
- Габриэле Муччино и Хайдрун Шлеф — Помни обо мне
- Анна Павиньяно и Алессандро Д’Алатри — Касомай
- Джанни Ромоли и Ферзан Озпетек — Окно напротив
- Пьеро Де Бернарди, Паскуале Пластино, Фьямма Сатта и Карло Вердоне — Чужая ошибка
- Марко Беллоккьо — Улыбка моей матери

### Лучший продюсер
- Доменико Прокаччи — Дыхание
- Доменико Прокаччи — Помни обо мне
- Эльда Ферри — Сабина
- Доменико Прокаччи — Таксидермист
- Джанни Ромоли и Тильде Корси — Окно напротив

### Лучшая женская роль
- Джованна Меццоджорно — Окно напротив
- Лаура Моранте — Помни обо мне
- Донателла Финокьяро — Анжела
- Валерия Голино — Дыхание
- Стефания Рокка — Касомай

### Лучшая мужская роль
- Массимо Джиротти — Окно напротив
- Фабрицио Бентивольо — Помни обо мне
- Роберто Бениньи — Пиноккио
- Серджио Кастеллитто — Улыбка моей матери
- Нери Маркоре — Сердце не с тобой
- Фабио Воло — Касомай

### Лучшая женская роль второго плана
- Пьера Дельи Эспости — Улыбка моей матери
- Моника Беллуччи — Помни обо мне
- Николетта Романов — Помни обо мне
- Серра Йильмаз — Окно напротив
- Франческа Нери — Счастье ничего не стоит

### Лучшая мужская роль второго плана
- Эрнесто Махье — Таксидермист
- Антонио Катания — Чужая ошибка
- Пьерфранческо Фавино — Битва за Эль-Аламейн
- Джанкарло Джаннини — Сердце не с тобой
- Ким Росси Стюарт — Пиноккио

### Лучшая операторская работа
- Даниэле Наннуцци — Битва за Эль-Аламейн
- Маурицио Кальвези — Сабина
- Джанфилиппо Кортичелли — Окно напротив
- Марко Онорато — Таксидермист
- Данте Спинотти — Пиноккио
- Фабио Замарион — Дыхание

### Лучшая музыка
- Андреа Гуэрра — Окно напротив
- Банда Осирис — Таксидермист
- Альдо Ди Скальци и Альдо Ди Скальци — Касомай
- Риц Ортолани — Сердце не с тобой
- Никола Пьовани — Пиноккио

### Лучшая художественная постановка
- Данило Донати — Пиноккио
- Паоло Бонфини — Таксидермист
- Джантито Буркьелларо — Сабина
- Марко Дентичи — Улыбка моей матери
- Симона Мильотти — Сердце не с тобой

### Лучший костюм
- Данило Донати — Пиноккио
- Марио Карлини и Франческо Кривеллини — Сердце не с тобой
- Елена Маннини — Un viaggio chiamato amore
- Франческа Сартори — Сабина
- Андреа Виотти — Битва за Эль-Аламейн

### Лучший монтаж
- Чечилия Дзанузо — Битва за Эль-Аламейн
- Клаудио Ди Мауро — Помни обо мне
- Патрицио Мароне — Окно напротив
- Амедео Сальфа — Сердце не с тобой
- Марко Сполетини — Таксидермист

### Лучший звук
- Джорджо Мосер — Битва за Эль-Аламейн
- Маурицио Аржентьери — Касомай
- Гаэтано Карито — Помни обо мне
- Гаэтано Карито — Максимальная скорость
- Марко Грилло — Окно напротив

### Лучший короткометражный фильм
- Racconto di guerra, режиссёр Марио Амура (ex aequo)
- Rosso fango, режиссёр Паоло Амели (ex aequo)
- Radioportogutenberg, режиссёр Алессандро Ваннуччи
- Regalo di Natale, режиссёр Даниэль Де Плано
- Space off, режиссёр Тино Франко

### Лучший иностранный фильм
- Пианист, режиссёр Роман Полански
- Чикаго, режиссёр Роб Маршалл
- Поговори с ней, режиссёр Педро Альмодовар
- Часы, режиссёр Стивен Долдри
- Человек с поезда, режиссёр Патрис Леконт

### Premio David scuola
- Окно напротив, режиссёр Ферзан Озпетек

### David speciali
- Грегори Пек
- Изабель Юппер